# 街頭魔法王2
《街頭魔法王2》（英語：Street Sorcerers 2）是香港電視廣播有限公司製作的魔術真人秀節目。全節目共9集，由林盛斌、梁烈唯、許亦妮和陳嘉寶擔任主持，由配音員李鎮然、李凱傑擔任旁白。本節目於香港時間2014年7月19日起，逢星期六 20:30－21:30於翡翠台和高清翡翠台播出，並於myTV提供節目重溫。2014TVB Amazing Summer綜藝節目之一。

## 每集內容
| 集數 | 播映日期 | 內容 | 嘉賓                 |
| 01   | 7月19日  | 甄澤權 Louis Yan ：魔幻街市 李澤邦 ：廟街魔幻Show 李行齊 ：翠如寵物變變變 張國強到旺角街頭表演魔術 甄澤權 Louis Yan ：星光魔幻大道                  | 黃翠如、張國強       |
| 02   | 7月26日  | Louis Yan ：果欄幻影 Miki ：魔幻婚紗店 考牌魔法師 ：鄧永健、阮政峰到旺角街頭表演魔術 吳家瑋 ：騎呢魔法大牌檔 Louis Yan ：奇幻兒童樂園               | 陳敏之               |
| 03   | 8月2日   | Louis Yan ：BBQ 魔法Show 李行齊 ：魔法海鮮街 考牌魔法師 ：黃耀英、宋浩德到尖沙咀街頭表演魔術 Holly ：神奇文具店 Louis Yan ：海灘魔幻變              | 楊詩敏               |
| 04   | 8月9日   | Louis Yan ：神奇雀鳥街 Gary Charm ：奇幻模型店 Miki ：甜心糖果變變變 考牌魔法師 ：陳庭欣、方紹聰到旺角街頭表演魔術 Louis Yan ：魔法調酒師           | 李施嬅（原名李詩韻） |
| 05   | 8月16日  | Louis Yan ：魔法茶樓 李行齊 ：神奇家品店 考牌魔法師 ：李旻芳、黃穎君到深水涉街頭表演魔術 吳家瑋 ：騎呢魔法女人街 Louis Yan ：奇幻公園遊             | 林欣彤               |
| 06   | 8月23日  | Louis Yan ：魔法極速化妝師 Gary Charm ：奇幻精品店 考牌魔法師 ：阮政峰、黃耀英到銅鑼灣街頭魔術再比拼 李澤邦 ：雜貨店四大戲法 Louis Yan ：神奇酒吧街 | 鄧麗欣               |
| 07   | 8月30日  | Louis Yan ： 魔法甜品店 李行齊 ：魔法農場 考牌魔法師 ：陳庭欣、黃穎君到銅鑼灣街頭魔術再比拼 John Fung：魔法髮型屋 Louis Yan ：魔法服裝店            | 苟芸慧               |
| 08   | 9月6日   | Louis Yan ： 魔法壽司 李澤邦：魔法玩具店 考牌魔法師 ：阮政峰、黃穎君到尖沙咀街頭魔術再比拼 John Fung：魔幻射擊 Louis Yan ：魔法洋服店               | 胡定欣               |
| 09   | 9月13日  | Louis Yan ：魔法士多 John Fung：魔法麵包店 Carson：魔法琴行 Harry哥哥：魔法酒吧 Louis Yan ：汽車變變變                                              | 黃智雯               |

## 收視
以下為本節目於香港無綫電視翡翠台、高清翡翠台之收視紀錄：
節目成為了 TVB 2014年星期六時段「綜藝節目」類別中最高收視節目。
| 集數 | 日期          | 平均收視 |
| 01   | 2014年7月19日 | 24點     |
| 02   | 2014年7月26日 | 24點     |
| 03   | 2014年8月2日  | 24點     |
| 04   | 2014年8月9日  | 24點     |
| 05   | 2014年8月16日 | 24點     |
| 06   | 2014年8月23日 | 24點     |
| 07   | 2014年8月30日 | 24點     |
| 08   | 2014年9月7日  | 24點     |
| 09   | 2014年9月13日 | 24點     |

## 外部連結
- 無綫電視節目網頁 - 街頭魔法王2 （页面存档备份，存于）

## 電視節目的變遷
| 香港無綫電視翡翠台、高清翡翠台 星期六 20:30-21:30 時段 | 香港無綫電視翡翠台、高清翡翠台 星期六 20:30-21:30 時段 | 香港無綫電視翡翠台、高清翡翠台 星期六 20:30-21:30 時段 |
| ------------------------------------------------------ | ------------------------------------------------------ | ------------------------------------------------------ |
|                                                        | 街頭魔法王2 （2014.07.19 - 2014.09.13）                |                                                        |
| 半澤直樹（第一集） （2014.07.12） （20:30-22:30）      | 星光熠熠耀保良（20:30-23:00） （2014.09.20）           |                                                        |